# Rue Carlos-Fuentes
La rue Carlos Fuentes est une voie publique en impasse du 14e arrondissement de Paris, dans le quartier de Plaisance.

## Situation et accès
On accède à la voie par la rue Maria-Helena-Vieira-da-Silva, depuis la rue des Arbustes et la promenade Jane-et-Paulette-Nardal.
Ce site est desservi par la ligne 13 à la station de métro Porte de Vanves.

## Origine du nom

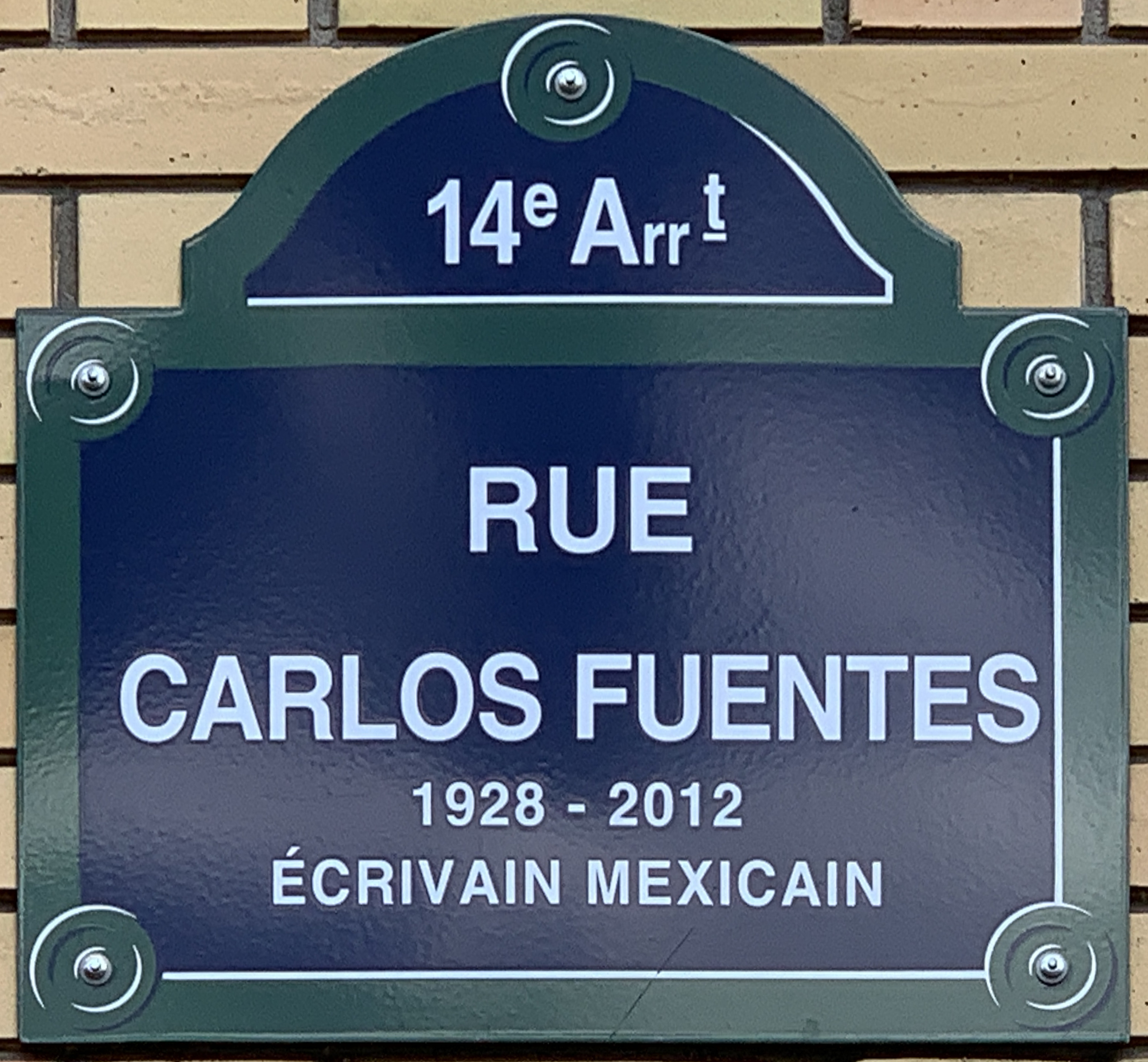
Plaque de la rue.

La rue doit son nom à l'écrivain mexicain Carlos Fuentes (1928-2012).

## Historique
La voie était projetée dans le cadre de l’aménagement du secteur de l’hôpital Broussais et du GPRU "Plaisance-  Porte de Vanves- Hôpital Broussais", sous le nom provisoire de voie BU/14. 
En 2013, le Conseil de Paris vote à l'unanimité la proposition de la dénommer Carlos Fuentes, décédé l'année précédente. La dénomination est exceptionnelle et se fait en dérogation à la règle qui prévoit que le nom d’une personnalité ne peut être attribué à une voie parisienne que cinq ans, au plus tôt, après son décès.